# Anvil Crag
Der Anvil Crag (englisch für Ambossfelsen; polnisch Zamek) ist ein etwa 300 m (nach polnischen Angaben 339 m) hohes Felsenkliff auf King George Island im Archipel der Südlichen Shetlandinseln. Er ragt etwa 1,5 km westsüdwestlich des Sphinx Hill am Kopfende einer Mittelmoräne auf.
Den deskriptiven Namen verlieh dem Felsen 1977 das UK Antarctic Place-Names Committee. Polnische Wissenschaftler benannten es dagegen 1980 nach dem Warschauer Königsschloss.